# Антон Личков
Антон Любомиров Личков е български футболист, ляв халф-бек. Роден е на 5 август 1980 г. в Петрич. Висок е 178 см.

## Кариера
Играл е за Славия, Берое и Беласица. Четвъртфиналист за купата на страната през 2002 г. със Славия.

## Статистика по сезони
- Славия - 2000/пр. - А група, 6 мача/1 гол
- Славия - 2000/ес. - А група, 9/2
- Славия - 2001/02 - А група, 11/3
- Славия - 2002/ес. - А група, 4/2
- Берое - 2003/04 - Б група, 21/2
- Беласица - 2005/пр. - А група, 2/1
- Беласица - 2005/06 - А група, 23/2
- Беласица - 2006/07 - А група
- Беласица - 2007/08 - А група
- Монтана - 2009/13 - А група